# Adolf Grimme

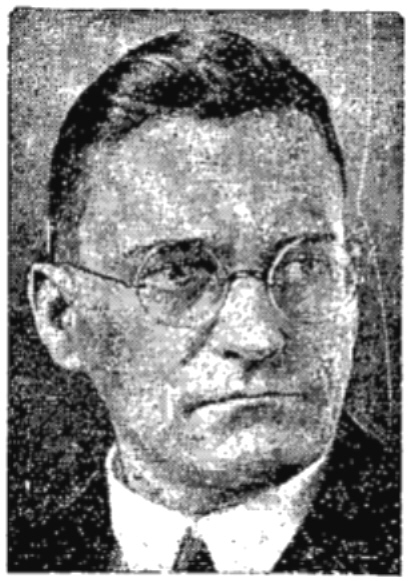
Adolf Grimme (1932)

Adolf Berthold Ludwig Grimme (* 31. Dezember 1889 in Goslar; † 27. August 1963 in Degerndorf am Inn) war ein deutscher Kulturpolitiker (SPD) in der Spätphase der Weimarer Republik und der frühen Bundesrepublik, erster niedersächsischer Kultusminister und Generaldirektor des Nordwestdeutschen Rundfunks (NWDR). Nach ihm ist der Grimme-Preis benannt.

## Leben

### Bis 1945
Der Sohn des Bahnhofsvorstehers von Goslar besuchte die Volksschule in Weferlingen sowie Gymnasien in Sangerhausen und Hildesheim. Nach dem Abitur studierte er von 1908 bis 1914 Philosophie und Germanistik in Halle, München und Göttingen, unter anderem bei Edmund Husserl, und engagierte sich in dieser Zeit in der Freistudentenbewegung. 1914 schloss er das Studium mit dem Staatsexamen ab und wurde nach Tätigkeit als Studienassessor in Leer 1919 Studienrat in Hannover.
Von 1918 bis 1920 war Grimme Mitglied der DDP; nach der Ermordung Walter Rathenaus trat er 1922 in die SPD sowie den Bund Entschiedener Schulreformer ein. Als undogmatischer Protestant gehörte Grimme außerdem dem Bund der Religiösen Sozialisten an. Die Verbindung zwischen Christentum und Sozialismus blieb sein Leben lang für ihn bestimmend; bekannt wurde sein Ausspruch: „Ein Sozialist kann Christ sein, ein Christ muss Sozialist sein.“

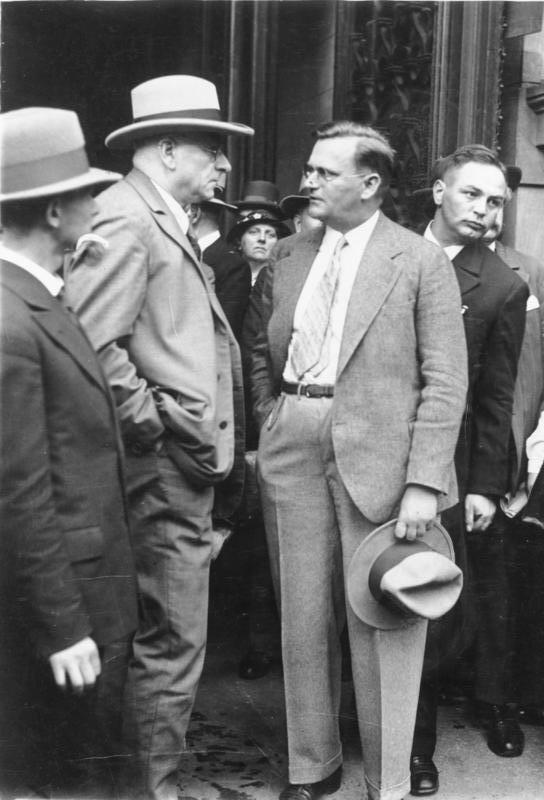
Otto Braun (links) und Adolf Grimme vor dem Preußischen Landtag nach beendeter Sitzung, 24. Mai 1932

1923 wurde Grimme zum Oberstudienrat befördert und Mitglied des Provinzialschulkollegiums in Hannover, 1925 Oberschulrat für höhere Mädchenschulen in Magdeburg, 1928 Ministerialrat im Preußischen Kultusministerium und persönlicher Referent des Kultusministers Carl Heinrich Becker und ein Jahr später Vizepräsident des Provinzialschulkollegiums von Berlin und der Mark Brandenburg. Seit Januar 1930 amtierte er als Nachfolger Beckers als letzter Kultusminister einer demokratisch gewählten Staatsregierung in Preußen, die 1932 im „Preußenschlag“ abgesetzt wurde. Zugleich war er preußischer Bevollmächtigter beim Reichsrat. Offiziell seines Amtes enthoben wurde er schließlich im März 1933. Von 1932 bis 1933 gehörte Grimme für die SPD dem Preußischen Landtag an.
Während der NS-Zeit lebte Grimme ohne Amt und Anstellung in bedrängten wirtschaftlichen Verhältnissen und schrieb an einem Kommentar zum Johannes-Evangelium. Allerdings beschäftigte ihn der Verlag Walter de Gruyter als Korrektor.
Über seinen Studienfreund Adam Kuckhoff geriet er in Kontakt mit den als Rote Kapelle bezeichneten Widerstandsgruppen. 1942 wurde er nach einer Hausdurchsuchung von der Gestapo verhaftet und nach der Untersuchungshaft im Gestapo-Gefängnis Berlin-Spandau 1943 wegen „Nichtanzeige eines versuchten Hochverrats“ zu drei Jahren Zuchthaus verurteilt.
Im Mai 1945 wurde Grimme aus dem Zuchthaus Hamburg-Fuhlsbüttel befreit. Am 15. September 1945 erstattete er Anzeige gegen den NS-Richter Manfred Roeder wegen Beteiligung an den Urteilen gegen 49 Mitglieder der Roten Kapelle sowie Dietrich Bonhoeffer, Hans von Dohnanyi, Arvid Harnack und viele andere. Dieses Verfahren wurde von den NS-belasteten Juristen der Staatsanwaltschaft Lüneburg bis Ende der 1960er-Jahre verschleppt und dann eingestellt.

### Nach 1945
Nach dem Ende des Zweiten Weltkriegs und des NS-Regimes wurde Grimme zum 1. August 1945 von der britischen Besatzungsmacht als Regierungsdirektor zum Leiter der Abteilung für Kunst, Wissenschaft und Volksbildung im Oberpräsidium der Provinz Hannover berufen. 1946 wurde er Beauftragter für das Erziehungswesen in der Britischen Zone, als solcher zudem Mitglied des Zonenbeirates und Minister für Erziehung des kurzlebigen Landes Hannover. Als Beauftragter war er auf einer Konferenz in London einer der Initiatoren, die ein Abitur für deutsche, in englischen Lagern einsitzende Kriegsgefangene im Studienlager Norton Camp ermöglichten. Nach Bildung des Landes Niedersachsen war er vom 23. November 1946 bis zum September 1948 erster niedersächsischer Kultusminister unter dem Ministerpräsidenten Hinrich Wilhelm Kopf.
Grimme war Mitglied des ernannten Hannoverschen Landtages sowie des ernannten Niedersächsischen Landtages (vom 9. Dezember 1946 bis zum 28. März 1947). Auch dem ersten gewählten Landtag gehörte er bis 1948 als Abgeordneter an. Auf dem ersten Nachkriegsparteitag der SPD 1946 in Hannover wurde Grimme in den Parteivorstand gewählt. 1948 wurde er zum Präsidenten der neugegründeten Studienstiftung des deutschen Volkes gewählt.
Im März 1948 wurde er als niedersächsischer Kultusminister in den Verwaltungsrat des Nordwestdeutschen Rundfunks (NWDR) und im Mai zu dessen Vorsitzenden gewählt. Im September 1948 wählte ihn der Verwaltungsrat einstimmig zum ersten Generaldirektor dieser damals mit Abstand größten Rundfunkanstalt Deutschlands, die bis dahin vom britischen Kontrolloffizier Hugh Carleton Greene geleitet worden war. Sein neues Amt trat Grimme am 15. November 1948 an. 1952 wurde er für weitere fünf Jahre als Generaldirektor bestätigt. Als der NWDR am Jahresende 1955 in Norddeutschen Rundfunk und Westdeutschen Rundfunk aufgeteilt wurde, ging Grimme an seinem 66. Geburtstag in Pension. Seinen Ruhestand verbrachte er in Degerndorf am Inn. Sein Grab befindet sich auf dem Stadtfriedhof Engesohde in Hannover.

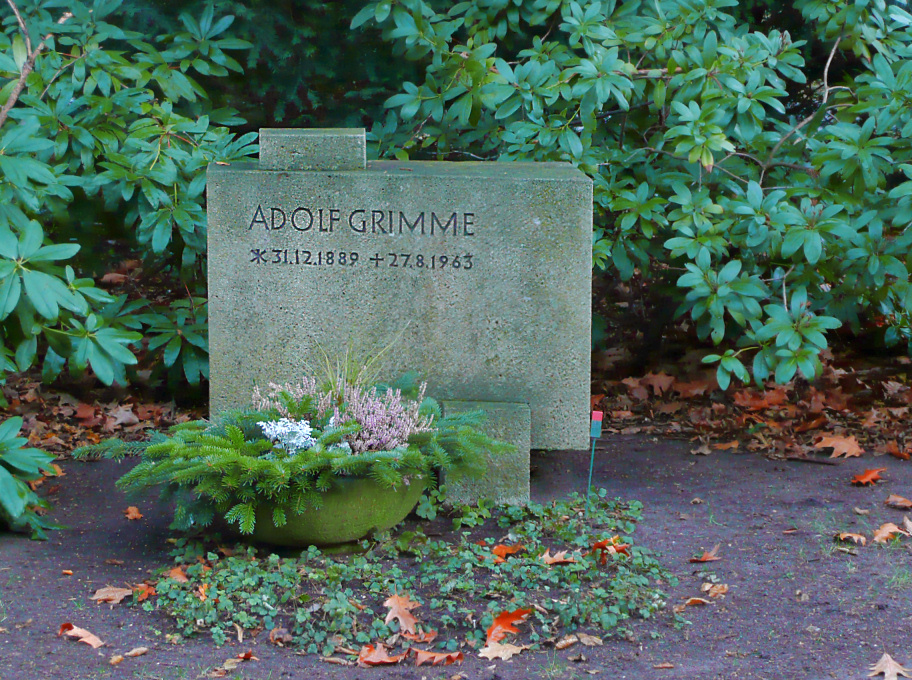
Grab auf dem Stadtfriedhof Engesohde

### Familie
Am 10. April 1916 heiratete Grimme die Malerin Mascha Brachvogel, mit der er eine Tochter und zwei Söhne hatte, von denen einer jung starb. Nach dem Zweiten Weltkrieg wurde die Ehe geschieden. In zweiter Ehe war Grimme von 1947 bis zu seinem Tod mit der 1907 geborenen, geschiedenen Ehefrau des niedersächsischen Ministerpräsidenten Hinrich Wilhelm Kopf, Josefine, geborene von Behr, verheiratet.

## Mitgliedschaften und Ehrenämter
- Präsident der Studienstiftung des deutschen Volkes (1948–1963)
- Senator der Max-Planck-Gesellschaft (1948–1963)
- Beiratsmitglied der Deutschen Akademie für Sprache und Dichtung in Darmstadt (1956–1962)
- PEN-Zentrum Deutschland (seit 1959)

## Ehrungen

### Auszeichnungen
- Goethe-Medaille für Kunst und Wissenschaft (1932)
- Ehrendoktor der Universität Göttingen (1948)
- Goetheplakette der Stadt Frankfurt am Main (1949)
- Großes Bundesverdienstkreuz mit Stern (1954)

### Namensgebung

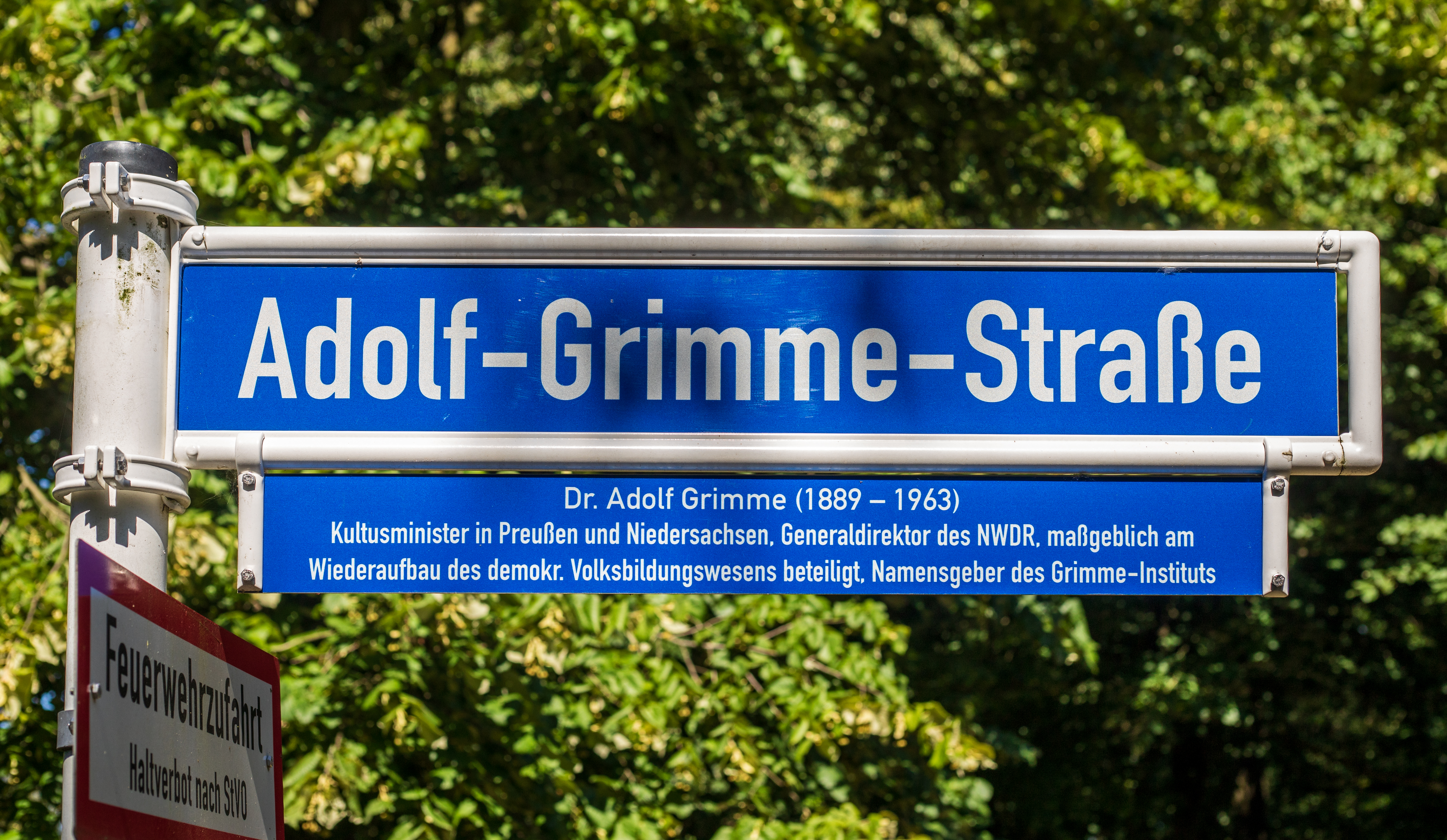
In Marl gibt es eine der wenigen nach ihm benannten Straßen: Hier sitzt auch das Grimme-Institut

Nach Adolf Grimme ist der Fernsehpreis Adolf-Grimme-Preis (seit 2010: Grimme-Preis) des Deutschen Volkshochschul-Verbands benannt, der 1964 zum ersten Mal in Marl vergeben wurde. 1973 wurde das nach ihm benannte Medieninstitut in Marl gegründet, das seit 1977 jährlich die Grimme-Preis-Verleihung organisiert und durchführt. Seit 2001 vergibt das Adolf-Grimme-Institut außerdem den Grimme Online Award in verschiedenen Kategorien für Beiträge in den Neuen Medien.
In seiner Geburtsstadt Goslar wurde zu seinem 50. Todestag im Jahr 2013 die in Oker gelegene André-Mouton-Realschule auf seinem Namen umgewidmet und heißt nun Adolf-Grimme-Gesamtschule.

## Schriften (Auswahl)
- Vom Sinn und Widersinn der Reifeprüfung (= Entschiedene Schulreform, Heft 5). Verlag Ernst Oldenburg, Leipzig 1923.
- Der religiöse Mensch. Eine Zielsetzung für die neue Schule. (= Die Lebensschule – Schriftenfolge des Bundes Entschiedener Schulreformer, Heft 11). Verlag C. A. Schwentschke & Sohn, Berlin 1923.
- Das neue Volk – der neue Staat. 7 Ansprachen. Verlag J. H. W. Dietz, Berlin 1932.
- Auf freiem Grund mit freiem Volk. Verlag J. H. W. Dietz, Berlin 1932.
- Sinn und Widersinn des Christentums. Manuskript 1942 / Verlag Lambert Schneider, Heidelberg 1969 (aus dem Nachlass).
- Vom Wesen der Romantik. Verlag Westermann, Braunschweig/Berlin/Hamburg 1947.
- Selbstbestimmung. Reden aus den ersten Jahren des Wiederaufbaus. Hrsg. von Hans Thierbach, Verlag Westermann, Braunschweig/Berlin/Hamburg 1947.